# Luhy (Dolní Hbity)
Luhy jsou vesnice, část obce Dolní Hbity v okrese Příbram ve Středočeském kraji. Nachází se asi 1,5 kilometru východně od Dolních Hbit. Vesnicí protéká Vápenický potok. Je zde evidováno 82 adres. V roce 2011 zde trvale žilo 148 obyvatel.
Luhy jsou také název katastrálního území o rozloze 6,57 km².

## Historie

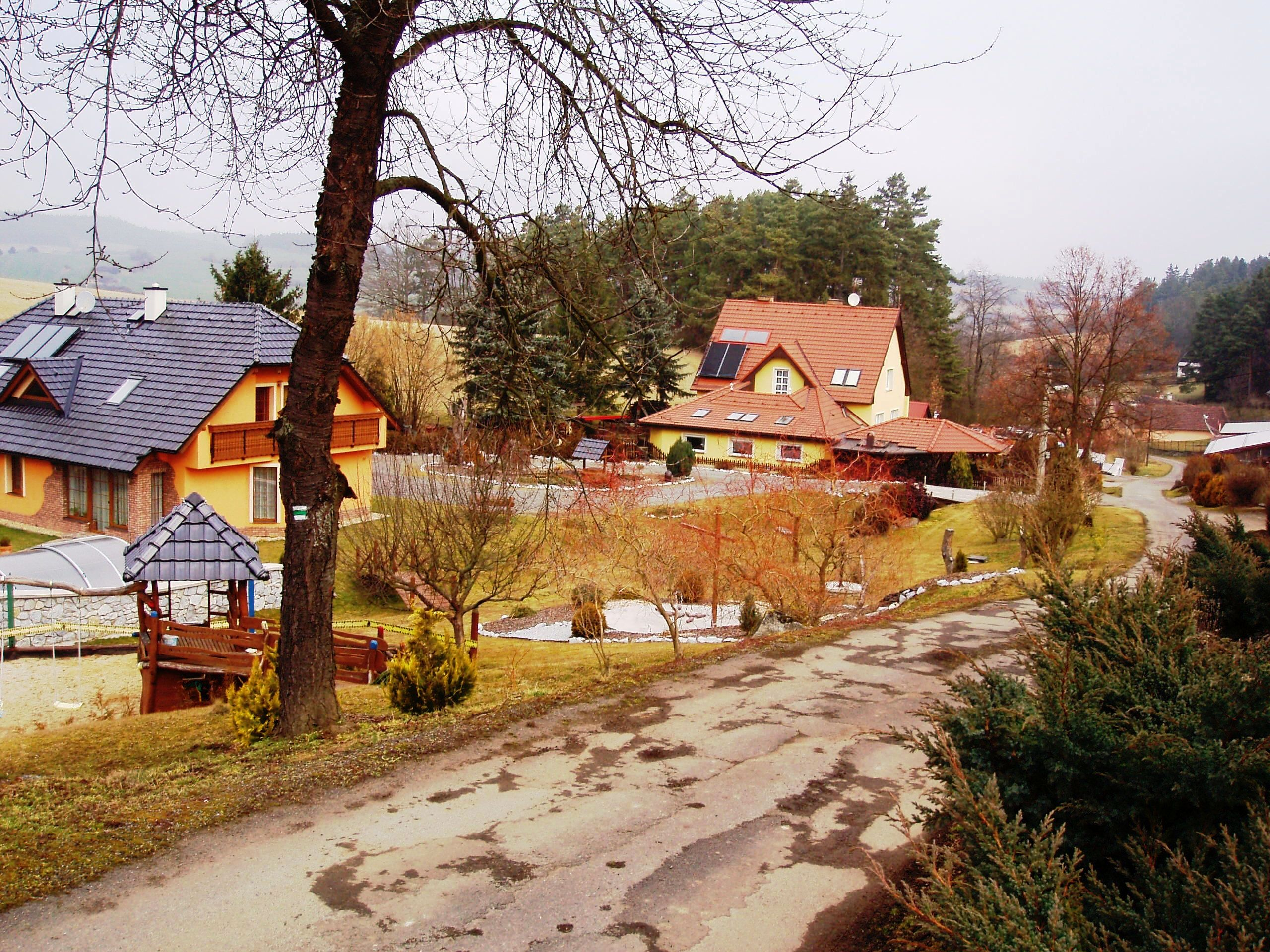
Chvojná – horní část vsi Luhy

První písemná zmínka o vesnici pochází z roku 1445.

## Obyvatelstvo
| Rok            | 1869 | 1880 | 1890 | 1900 | 1910 | 1921 | 1930 | 1950 | 1961 | 1970 | 1980 | 1991 | 2001 | 2011 | 2021 |
| -------------- | ---- | ---- | ---- | ---- | ---- | ---- | ---- | ---- | ---- | ---- | ---- | ---- | ---- | ---- | ---- |
| Počet obyvatel | 397  | 422  | 378  | 370  | 363  | 341  | 310  | 218  | 205  | 213  | 193  | 167  | 159  | 148  | 138  |
| Počet domů     | 55   | 59   | 53   | 60   | 58   | 58   | 62   | 59   | 72   | 63   | 59   | 70   | 74   | 77   | 82   |

## Obecní správa
Při sčítání lidu v letech 1850–1979 Luhy byly samostatnou obcí v okrese Příbram. Od 1. ledna 1980 jsou částí obce Dolní Hbity v okrese Příbram. V letech 1850–1979 k obci patřilo Třtí.

## Pamětihodnosti
- Dům čp. 19